# Punzón para cabos

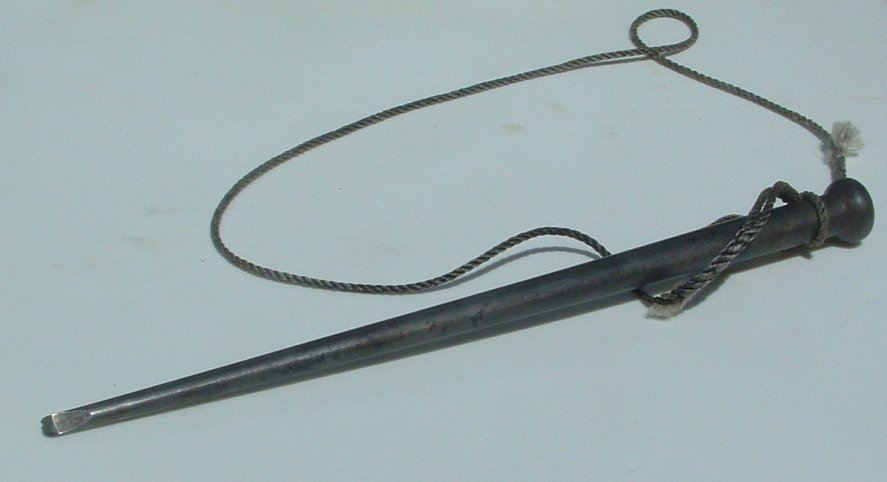
Un típico punzón para cabos con cordón.

Un punzón para cabos ( /ˈmɑːrlᵻnspaɪk/, a veces escrita como púa de marlin, púa de marlines o [arcaica] púa de marlin) (en inglés: Marlinspike) es una herramienta utilizada en la cordelería marina. Con la forma de un estrecho cono de metal afilado hasta una punta redondeada o aplanada, se utiliza en tareas como desatar cuerdas para empalmes, desatar nudos, apretar con un enganche de punta de marlín y como palanca para unir cuerdas bajo tensión en un aseguramiento. empalme de cabillas.
Los punzones para cabos suelen medir entre 15-30 cm de largo, pero puede alcanzar 61 cm o más cuando se utiliza para trabajar cables y cuerdas pesadas. Generalmente están hechos de hierro o acero, mientras que los fids, similares en forma y función, están formados de madera o hueso. Históricamente una herramienta separada, el marlinspike está integrado en versiones especializadas de aparejos plegables y navajas de bolsillo.
Se dice que los marineros que se vuelven expertos en hacer nudos, empalmar y coser usando el punzón para cabos dominan la marinería con punzón para cabos, lo que les valió el derecho a ser conocidos como marlin picks o marineros con marlinspike.

## Usos
Se utilizan punzones para cabos:
- Como palanca para:

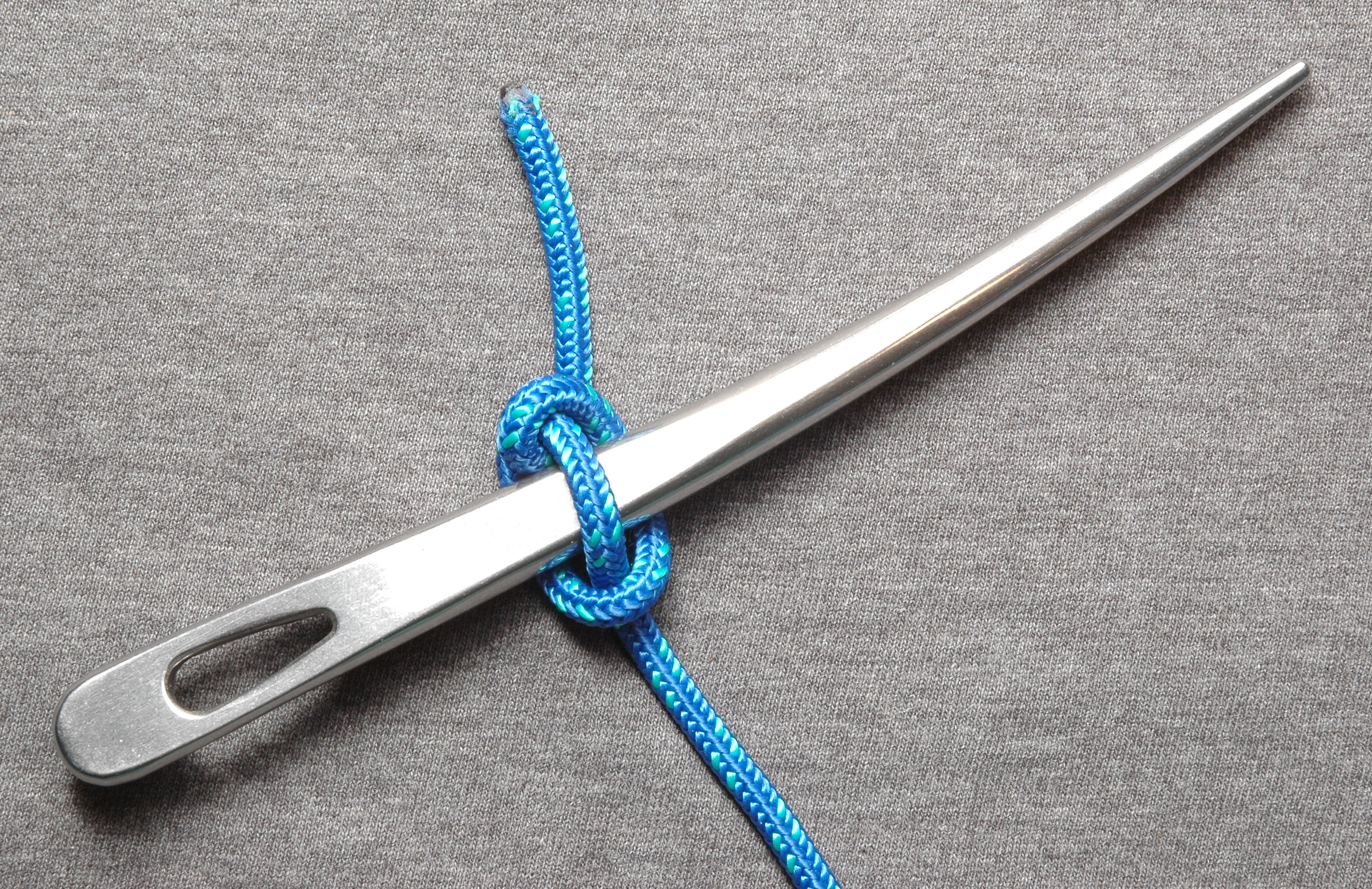
Punzón para cabos con llave de grillete integral, mostrado con enganche de marlinspike adjunto.

  - abra los hilos de la cuerda tendida al formar ojales o al insertar objetos en el tendido.
  - desatar los nudos que se han apretado bajo tensión.
  - Tense el marlín o la cuerda usando un enganche de punta de marlin, mucho más apretado que agarrando el sedal solo con la mano.
- como arma improvisada.

## Etimología
Marlinspike deriva de la práctica de "marling", enrollando un cordel de pequeño diámetro llamado marline alrededor de cuerdas más grandes para formar azotes protectores. Se cree que el pez marlín de pico largo lleva el nombre de la espiga de marlin.